# Cassia cardiosperma
Cassia cardiosperma är en ärtväxtart som beskrevs av Ferdinand von Mueller. Cassia cardiosperma ingår i släktet Cassia och familjen ärtväxter. Inga underarter finns listade i Catalogue of Life.